# Dicrotofos
Dicrotofos, de triviale naam voor [(E)-4-dimethylamino-4-oxobut-2-en-2-yl]dimethylfosfaat, is een organische verbinding met als brutoformule C8H16NO5P. De stof komt voor als een gele tot bruine (amberkleurige) vloeistof met een kenmerkende geur, die mengbaar is met water.
Dicrotofos wordt gebruikt als insecticide. Handelsnamen van de stof zijn Bidrin, Carbicron, Diapadrin, Dicron en Ektafos.

## Toxicologie en veiligheid
De stof ontleedt bij verhitting en bij verbranding, met vorming van giftige en corrosieve dampen, onder andere stikstofoxiden, fosforoxiden en koolstofmonoxide. Dicrotofos tast sommige metalen aan. Na langdurige opslag kan deze stof ontbinden. De stof blijft stabiel indien ze wordt opgeslagen in glazen of polyetheenvaten beneden een temperatuur van 40 °C.
De stof kan effecten hebben op het zenuwstelsel, met als gevolg stuiptrekkingen en ademhalingsfalen. Ze kan ook een remming van cholinesterase teweegbrengen. Blootstelling ver boven de blootstellingsgrenzen (0,25 mg/m³) kan de dood veroorzaken. De stof is, voor zover bekend, niet carcinogeen.